# Adalia (Hiszpania)
Adalia – gmina w Hiszpanii, w prowincji Valladolid, w Kastylii i León, o powierzchni 16,26 km². W 2011 roku gmina liczyła 57 mieszkańców.